# Anna Paulowna
Anna Paulowna (anhörenⓘ) ist ein Ort und eine ehemalige Gemeinde im Nordwesten der Niederlande in der Provinz Noord-Holland. Den Namen hat der Ort nach Anna Pawlowna, der russischstämmigen Gattin des niederländischen Königs Wilhelm II.
Das Gebiet des Ortes erstreckt sich über eine Fläche von 35,06 km², davon 2,06 km² Wasserfläche. In Anna Paulowna leben 8735 Menschen (Stand: 1. Januar 2024).
Die Gemeinde Anna Paulowna wurde am 1. Januar 2012 zusammen mit den Gemeinden Niedorp, Wieringen und Wieringermeer zur Gemeinde Hollands Kroon fusioniert.

## Geographie
Zu Anna Paulowna zählen auch die Ortschaften Breezand, Kleine Sluis, Nieuwesluis, Spoorbuurt, Van Ewijcksluis und Wieringerwaard. Es gibt einen Bahnhof an der Strecke Amsterdam–Den Helder. Der Rijksweg 9 ist die Anbindung auf der Straße.

## Geschichte
Anna Paulowna liegt auf einem Polder, der erst im 19. Jahrhundert trockengelegt wurde. Der Polder wurde im Jahr 1870 eine eigene Gemeinde. 1990 kamen noch einige Gebiete hinzu, sodass die Gemeinde nicht mehr nur aus dem Polder bestand.
Anna Paulowna wurde nach der niederländischen Königin Anna Pawlowna, Gemahlin König Wilhelms II., benannt. Sie war die jüngste Tochter des Kaisers aller Reußen Paul I.

## Wirtschaft
Die Wirtschaft Anna Paulownas beschränkt sich vor allem auf die Blumenzwiebelzucht, in der Gemeinde findet sich das größte zusammenhängende Blumenfeldergebiet der Welt. Jährlich Ende April/Anfang Mai finden in Anna Paulowna und Breezand die Blumentage statt.

## Politik

### Sitzverteilung im Gemeinderat
| Partei                    | Sitze | Sitze | Sitze | Sitze |
| Partei                    | 1998  | 2002  | 2006  | 2010  |
| ------------------------- | ----- | ----- | ----- | ----- |
| VVD                       | 5     | 4     | 4     | 5     |
| CDA                       | 5     | 5     | 5     | 5     |
| PvdA                      | 4     | 3     | 5     | 4     |
| Lijst Leal                | —     | 1     | 0     | 1     |
| Anna Paulowna Transparant | —     | —     | 1     | —     |
| WESP                      | —     | 2     | 0     | —     |
| D66                       | 1     | —     | —     | —     |
| GPV/RPF                   | 0     | —     | —     | —     |
| Gesamt                    | 15    | 15    | 15    | 15    |

## Söhne und Töchter der Gemeinde
- Gerbrand Bakker (* 1962), Schriftsteller
- Adrianus Schenk (* 1944), Eisschnellläufer